# Банда Кицула — Лудборжа
Банда Кицула — Лудборжа — преступное формирование, орудовавшее в Москве в 1996—1998 годах, совершившее ряд разбойных нападений, грабежей и убийств.

## История создания банды

Главный «палач» банды Айвар Лудборж

Идея создания банды принадлежала бизнесмену Владимиру Кицулу. В 1996 году он был арестован за мошенничество (подозревался в причастности к делу о чеченских авизо). Во время следствия Кицулу удалось наладить неформальные взаимоотношения со следователем Олегом Львовичем Васильевым, в результате чего дело в отношении него было прекращено. Впоследствии Васильев, перешедший на службу в милицию в ОВД «Кунцево», стал милицейским прикрытием банды. Васильев считался одним из лучших участковых Москвы, раскрыл за время службы более 130 преступлений и имел грамоту от московской мэрии.
В банду вошли также бывший сотрудник ОМОНа ГУВД Москвы Виктор Шершень, ранее судимый за хулиганство Максим Горбунов, наркоман Роман Сумароков и ряд других лиц с «тёмным» прошлым. В банду были привлечены два скрывавшихся от латвийского правосудия в России и разыскиваемые Интерполом за двойное убийство в Риге сводные братья Айвар Янович Лудборж, 1964 года рождения, уроженец города Огре в Латвии, и Ричард Вышинскас. Васильев помог последним достать фальшивые документы, соответственно, на имена Владимира Добрецова и Андрея Зайцева. Будущий главный «палач» банды Айвар Лудборж не имел никакой специальности, кроме военно-учётной, по которой был диверсантом и имел отличную физподготовку, что ему и помогло без особых проблем преодолеть латвийско-российскую границу вместе с Ричардом.

## Деятельность банды
Бандиты планировали свои операции в арендованном помещении на московской улице Правды. Первое преступление банда совершила в конце 1996 года. Коммерсант, зарабатывавший деньги нелегально, шантажировался ими, была похищена его дочь. После того, как коммерсант выдал бандитам 33 тысячи долларов, его дочь была отпущена.
28 декабря 1996 года Васильев по своим каналам узнал, что в Москву приехали трое коммерсантов из Сибири, имевшие при себе крупную сумму наличных денег. Кицул и Васильев сумели заманить всех троих в офис к Кицулу. Во время переговоров в комнату ворвались вооружённые пистолетами Лудборж и Шершень. Бизнесмены были связаны и заперты в бане Кицула. Лудборж предложил убить всех троих. Несмотря на уговоры Васильева напоить бизнесменов, вывезти за МКАД и бросить где-нибудь, бандиты согласились с предложением Лудборжа. Тем временем бизнесмены пришли в себя, сумели освободиться от верёвок и вооружиться булыжниками из парилки. Когда в баню с пистолетом в руке зашёл Шершень, один из пленников ударил его по голове булыжником, после чего все трое выскочили и побежали к выходу по длинному коридору. Увидев бегущих коммерсантов, дорогу им преградил Вышинскас с двумя пистолетами в руках. Бизнесмены побежали обратно, но с другой стороны коридора выскочили Лудборж и Шершень. Все трое открыли ураганный огонь, и через несколько секунд бизнесмены были убиты. Тела убитых коммерсантов сложили в багажник автомобиля, отвезли к Москве-реке и утопили в проруби. Тела всплыли лишь после того, как сошёл лёд. В результате этого преступления каждому из членов банды досталось по 6 тысяч долларов.
Через три месяца, в марте 1997 года, Кицул нанял водителем некоего Жёлтикова. Тот, быстро освоившись в банде, предложил ограбить своих тёщу и тестя и забрать у них коллекцию старинных икон и крупную сумму денег в долларах. На самом деле Жёлтиков решил использовать бандитов для сведения личных счётов с родственниками и существенно завысил сумму в долларах. 1 апреля 1997 года Васильев, Лудборж, Шершень и Вышинскас приехали к дому родственников Жёлтикова в посёлке ЗИЛ Наро-Фоминского района Московской области. Васильев, одетый в свою милицейскую форму, постучался в дверь и попросил разрешения пройти в дом. Пройдя на кухню, бандиты набросились на хозяев дома и связали их. После того, как все ценности и деньги были обнаружены и присвоены преступниками, Лудборж расстрелял обоих родственников Жёлтикова из пистолета «Смит и Вессон».
Общий итог налёта разочаровал бандитов — вместо обещанных Жёлтиковым 200 тысяч долларов им досталось всего лишь 17. Когда они поняли, что Жёлтиков их использовал, они вывезли его в Красногорский лес, где Лудборж лично застрелил его и закопал. После убийства Жёлтикова банда начала распадаться.
Все члены банды стали бояться друг друга, и все вместе — Лудборжа.
Вскоре Кицулу пришлось занять в долг у одного из своих знакомых, некоего Петушкова, крупную сумму денег (порядка 35 тысяч долларов). Под эту сумму банда намеревалась взять банковский кредит в размере трёх миллионов долларов и вложить деньги в мясоперерабатывающий комбинат в Серпухове. Сделка была бы хорошим шансом для легализации доходов банды. Когда все сроки возврата долга Кицулом истекли, в ноябре 1997 года кредитор приехал к нему в офис. Во время разговора между Петушковым и Кицулом возникла потасовка. Другие бандиты их разняли, после чего Петушков выхватил пистолет и убил Кицула выстрелом в лоб. Петушков дал команду всем присутствующим расчленить труп и спрятать его, но никто на это способен не был. Тогда члены банды вызвали по телефону Лудборжа, который привёз с собой несколько полиэтиленовых мешков и ножовок. По воспоминаниям бандитов, Лудборж очень сокрушался, что не он лично убил Кицула. Вместе с Сумароковым Лудборж расчленил тело Кицула, вывез в Красногорский лес и закопал его. Петушков же дал Сумарокову указание на всякий случай перепрятать труп Кицула, что тот и сделал, после чего кредитор покойного Кицула решил избавиться и от Сумарокова. Сделать он это решил руками Лудборжа, которому обещал, что даст место охранника в своей фирме и будет платить 300 долларов в неделю.
В январе 1998 года во время застолья Лудборж застрелил Сумарокова из пистолета, после чего расчленил его тело и закопал в том же Красногорском лесу. Вышинскас же отрезал у мёртвого Сумарокова ухо и подарил его своей любовнице, увлекавшейся оккультизмом.
После смерти Сумарокова банда окончательно распалась. Шершень уехал в Воронежскую область, Горбунов устроился сторожем на автостоянке у Казанского вокзала, а Лудборж и Вышинскас попробовали заняться бизнесом, но быстро прогорели. После этого они вновь решили вернуться к криминальной деятельности. 5 августа 1998 года в доме № 16 по Пятницкой улице бандиты расстреляли инкассатора и охранявшего его милиционера с целью заполучить деньги, которые они должны были везти в тот день, но денег им не досталось, так как деньги были отвезены ими раньше обычного времени, и возвращались они уже без денег. В то же время в декабре 1998 года Шершень вместе с приятелями расстрелял двоих инкассаторов на дороге в Казахстан, за что и был арестован в Грибановском районе Воронежской области и впоследствии отправлен в Москву.

## Аресты, следствие и суд
Лудборж узнал о перевозке денег от своего знакомого бизнесмена, а после провала налёта стал вымогать у него деньги за ложную наводку. Бизнесмен обратился в милицию, и Лудборж, орудовавший под именем Добрецова, был вскоре задержан. Через некоторое время во время приготовления «дозы» наркотиков был задержан и Вышинскас, он же Зайцев. После сверки отпечатков пальцев выяснилось, что Вышинскас и Лудборж находятся в розыске за совершение двойного убийства в Латвии.
Вскоре были задержаны Васильев и Горбунов, которые дали показания по всем эпизодам деятельности банды. За время своей деятельности бандиты совершили 12 убийств, ряд разбойных нападений и грабежей. В июне 2002 года Московский городской суд приговорил Айвара Лудборжа к пожизненному лишению свободы, Васильева и Шершня — к 25 годам каждого, Вышинскаса и ещё одного члена банды, бомжа Химича — к двадцати двум, остальных, в том числе и Петушкова — к меньшим срокам лишения свободы, некоторые были освобождены прямо в зале суда.

## В массовой культуре
- Документальный фильм «Следователь и его банда» из цикла «Документальный детектив» (2002)
- Документальный фильм «Палачи» из цикла «Криминальная Россия» (2003)